# David Button
David Robert Edmund Button (* 27. Februar 1989 in Stevenage) ist ein englischer Fußballtorwart, der seit 2023 beim FC Reading unter Vertrag steht.

## Karriere
Button trat der Jugendakademie von Tottenham Hotspur im Alter von 16 Jahren bei. Um dem jungen Torhüter Spielpraxis zu gewähren, wurde er in der Folgezeit häufig verliehen. Den Engagements beim Amateurverein der fünften Liga Englands, FC Grays Athletic, und dem Viertligisten AFC Rochdale folgte ein einmonatiges Leihgeschäft mit dem AFC Bournemouth, bei dem Button in der dritten Liga zu seinem ersten Einsatz auf Profiebene kam. Da sein Leihvertrag beim AFC Bournemouth nicht verlängert wurde, schloss er sich im März 2009 dem Viertligisten Luton Town an, mit dem er (ohne Einsatz) die Football League Trophy gegen Scunthorpe United gewann. Da auch diese Ausleihe auf einen Monat beschränkt war, verpflichtete der Ligakonkurrent Dagenham & Redbridge Button als Ersatz für dessen verletzten Stammtorhüter.
Die Saison 2009/10 begann Button auf Leihbasis bei Crewe Alexandra, für die er jedoch nur drei Einsätze absolvierte, ehe er aufgrund einer Verletzung von Stammtorwart Heurelho Gomes zu Tottenham zurückgeholt wurde. Infolgedessen kam er beim 5:1-League-Cup-Erfolg gegen die Doncaster Rovers zu seinem Pflichtspieldebüt. Im Anschluss setzte Crewe Alexandra die ursprüngliche halbjährliche Leihe fort, indem sie Button erneut verpflichtete, jedoch holte Tottenham Hotspur Button erneut zurück, da Ersatztorwart Carlo Cudicini auf der Torhüterposition ausfiel.
Im Anschluss sicherte sich der Viertligist Shrewsbury Town die Dienste des jungen Engländers für den Rest der Saison. Dort konnte sich Button erstmals durchsetzen und absolvierte 26 Spiele für den Verein. Ebenso erging es ihm bei Plymouth Argyle, wo er die gesamte Saison 2010/11 verbrachte und auf 30 Spiele kam. Die Hinrunde der Spielzeit 2011/12 verbrachte er auf Leihbasis beim Drittligisten Leyton Orient.
In der Winterpause 2011/12 wurde Button für einen Monat an die Doncaster Rovers ausgeliehen.
Zur Saison 2012/13 wechselte Button zu Charlton Athletic. Seine meisten Spiele für einen Profiverein machte er nach einem weiteren Wechsel zwischen 2013 und 2016 für den FC Brentford. Nach weiteren Stationen beim FC Fulham, Brighton & Hove Albion und West Bromwich Albion spielt er seit 2023 beim Drittligisten FC Reading.

### Nationalmannschaft
Button kam in nahezu allen Juniorennationalmannschaften Englands zum Einsatz. Insbesondere in der U-17 und der U-19, mit der er an der U-19-Europameisterschaft 2008 teilnahm, konnte er mit seinen Leistungen überzeugen und hatte einen Platz in der ersten Elf.

## Erfolge
- Football League Trophy: 2009 mit Luton Town